# Estrèm de Salles
L'Estrèm de Salles ou Estrem de Sala est un des sept ensembles des Pyrénées françaises du Lavedan, partie sud-occidentale de la Bigorre qui appartient actuellement au département des Hautes-Pyrénées, en région Occitanie.
Elle est située au nord-ouest du Lavedan et regroupe les communes d’Agos-Vidalos, Argelès-Gazost, Ayzac-Ost, Gez, Ouzous, Salles, Sère-en-Lavedan.

## Toponymie

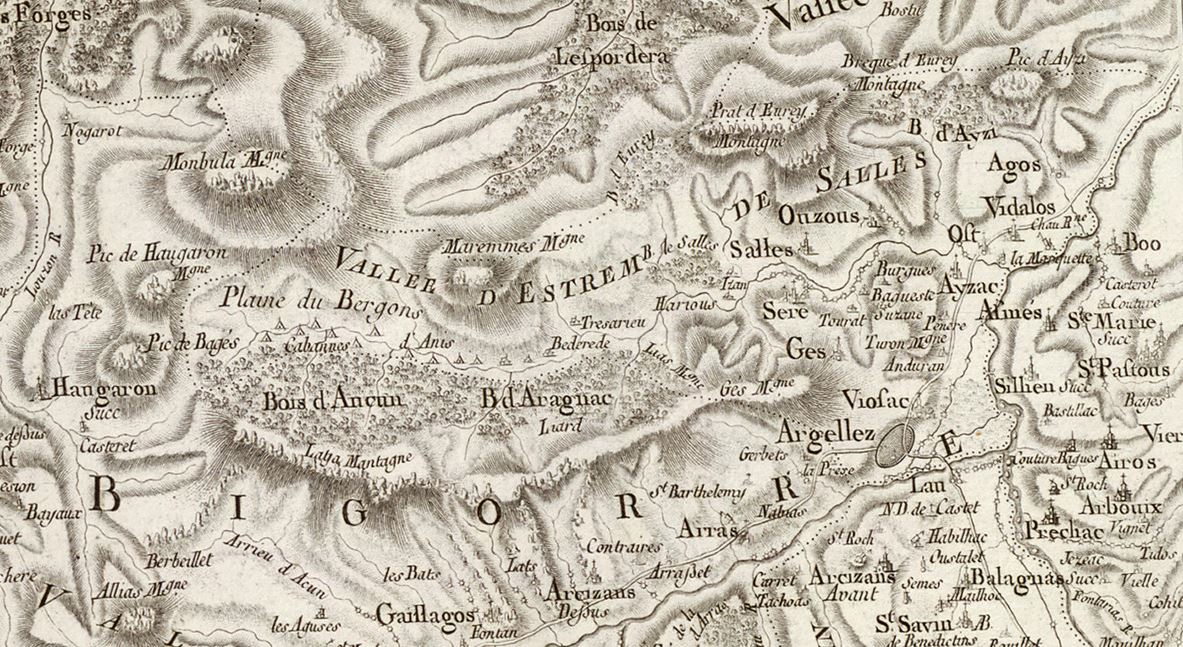
Extrait de la carte de Cassini (entre 1756 et 1789) situant l'Estrèm de Salles.

Le nom vient d'estrem de Sala qui signifie « vallée excentrée de Salles ».

## Géographie

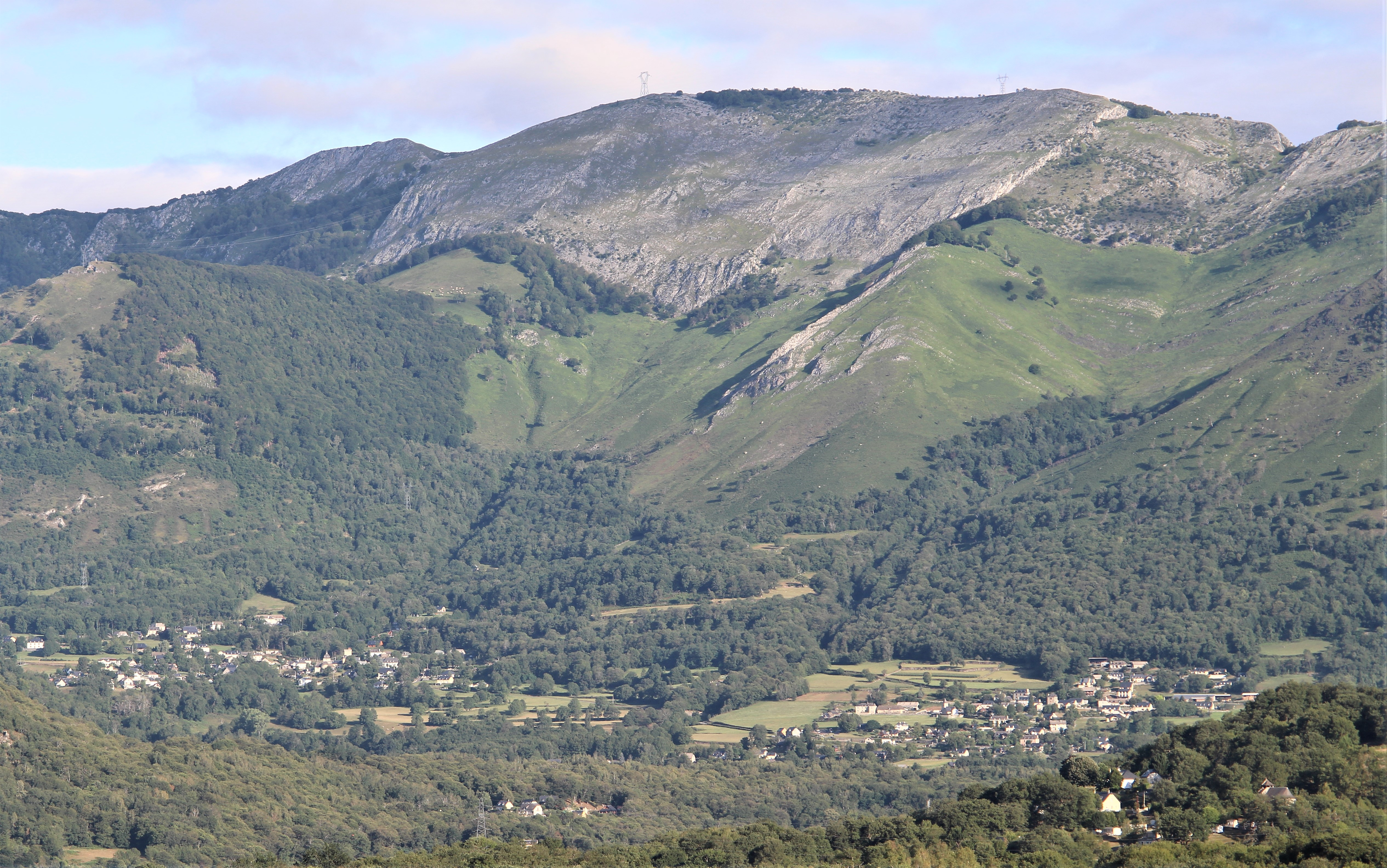
Vue de l'Estrèm de Salles.

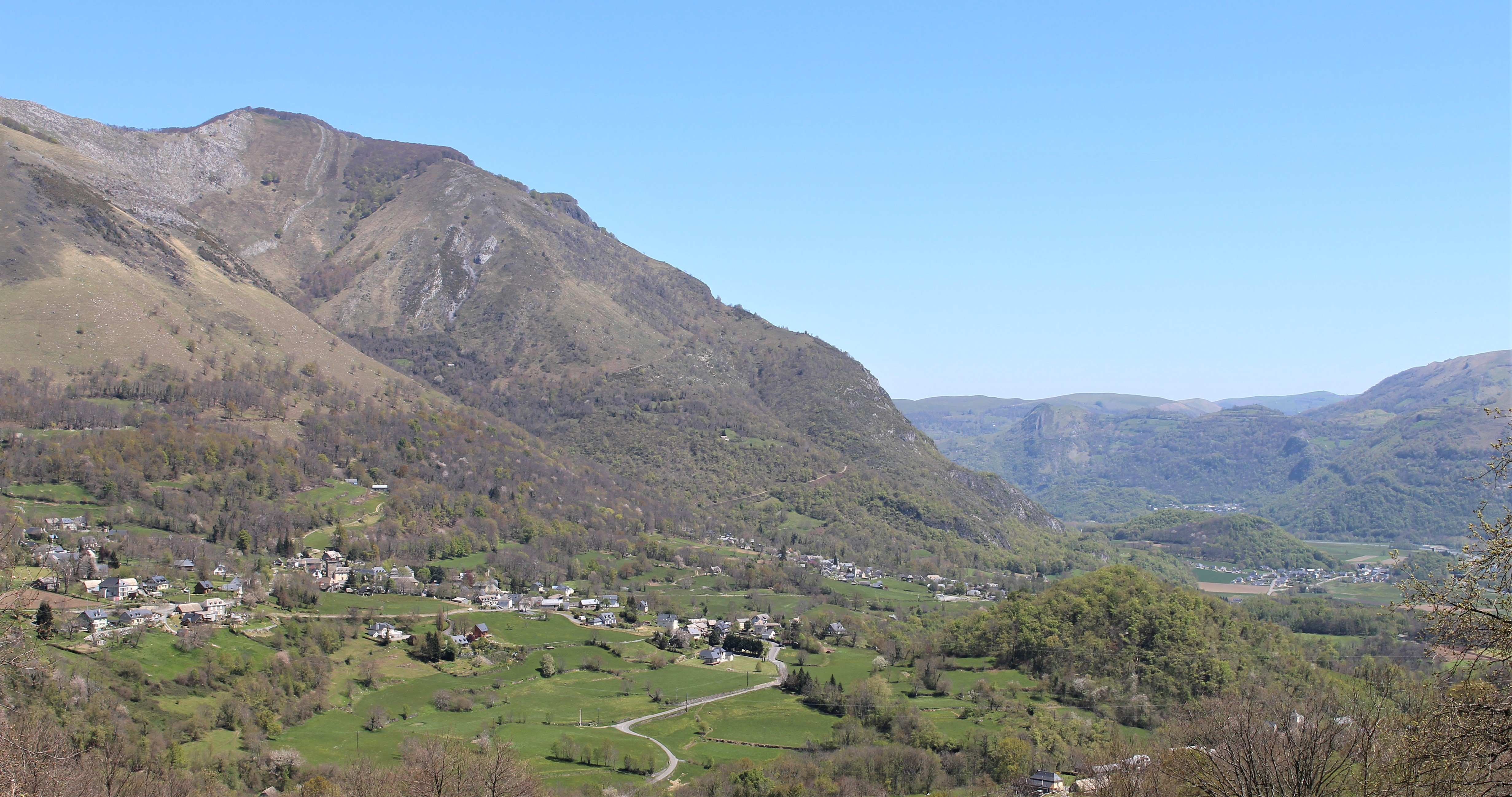
Vue de Salles.

### Situation
Placée sur la rive gauche du gave de Pau, l'Estrèm de Salles est un territoire du Lavedan, à quelques encablures au sud-ouest de Lourdes et au nord d'Argelès-Gazost.
C'est un ensemble qui bute au nord sur le bassin de Lourdes, à l'est sur la vallée de l'Adour (Dabant-Aygues), au sud sur la vallée de Cauterets et le val d'Azun et, à l'ouest sur le Béarn (département des Pyrénées-Atlantiques, région Aquitaine-Limousin-Poitou-Charentes).
Les communes de Gez, Sère-en-Lavedan, Salles, Ouzous sont situées sur une dizaine de kilomètres d’une route unique (RD 102), Agos-Vidalos, Ayzac-Ost, Argelès-Gazost étant quant à eux situées sur la rd 921b (l'ancienne route nationale 21).

### Hydrographie
L'Estrèm de Salles est dans le bassin de l'Adour, au sein du bassin hydrographique Adour-Garonne
De nombreux cours d'eau serpentent dans l'Estrèm de Salles avec pour point commun de se jeter dans le ruisseau du Bergons, affluent en rive gauche du gave de Pau.

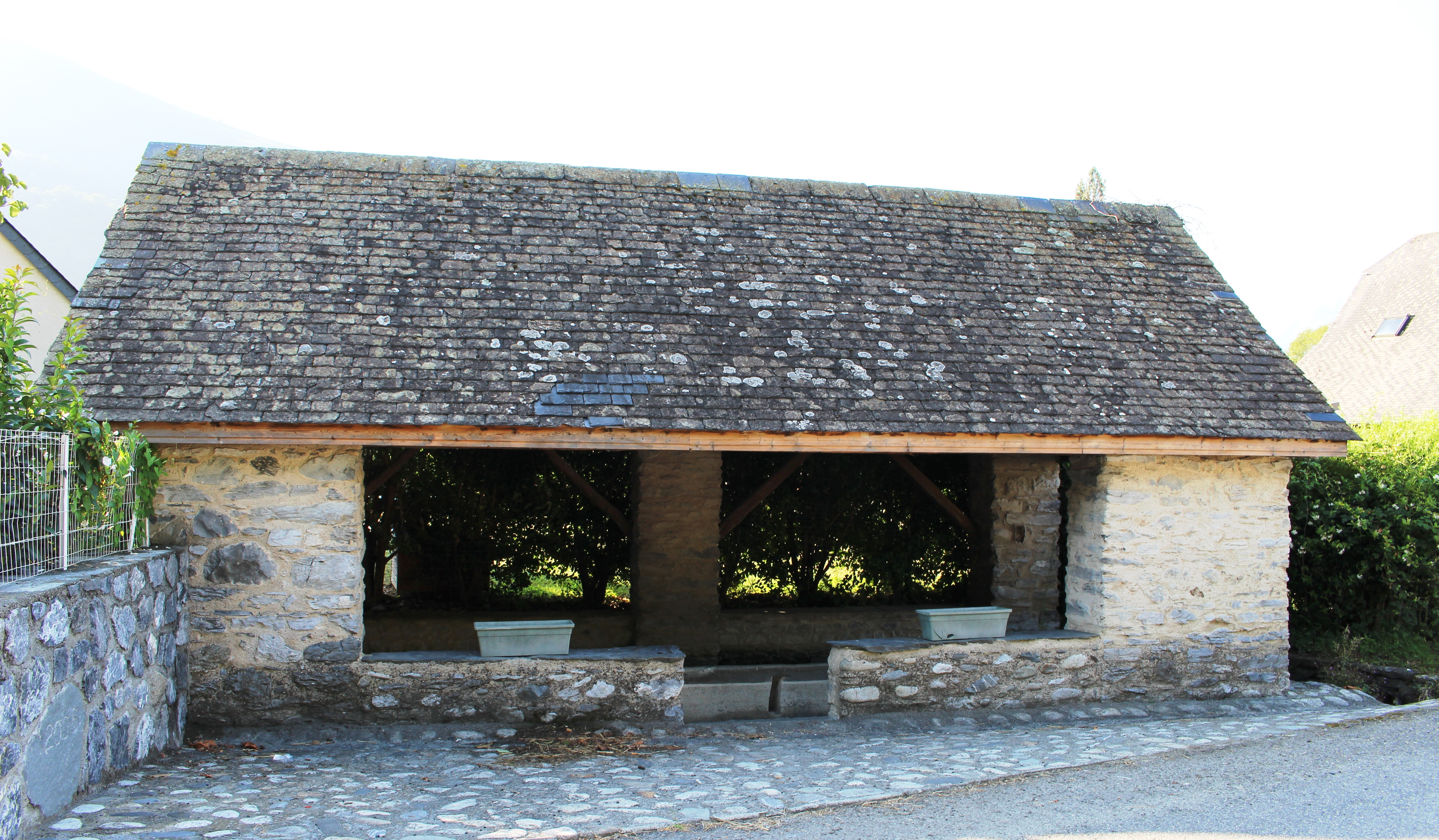
Lavoir d'Agos.
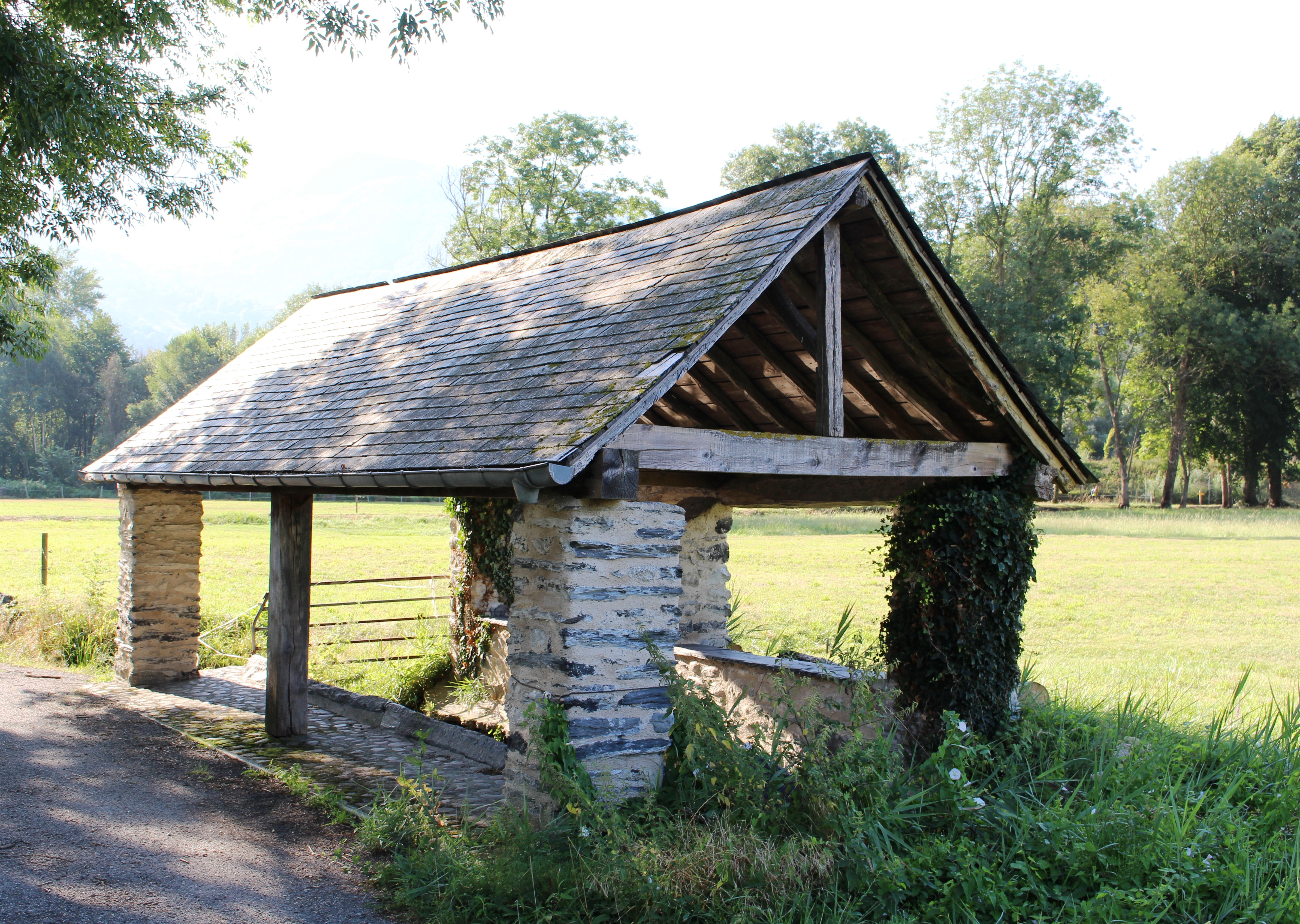
Lavoir de Vidalos.
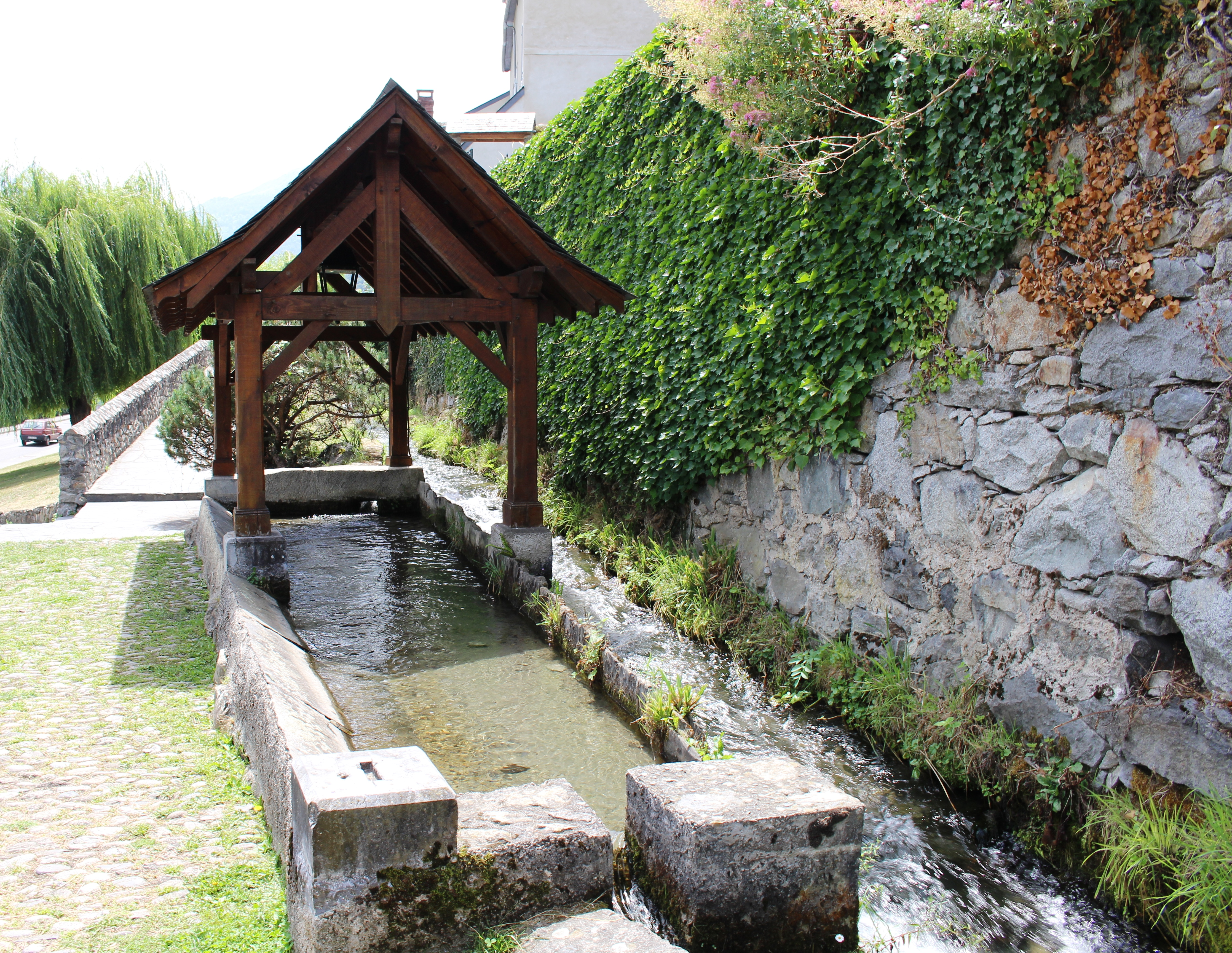
Lavoir d'Argelès-Gazost.
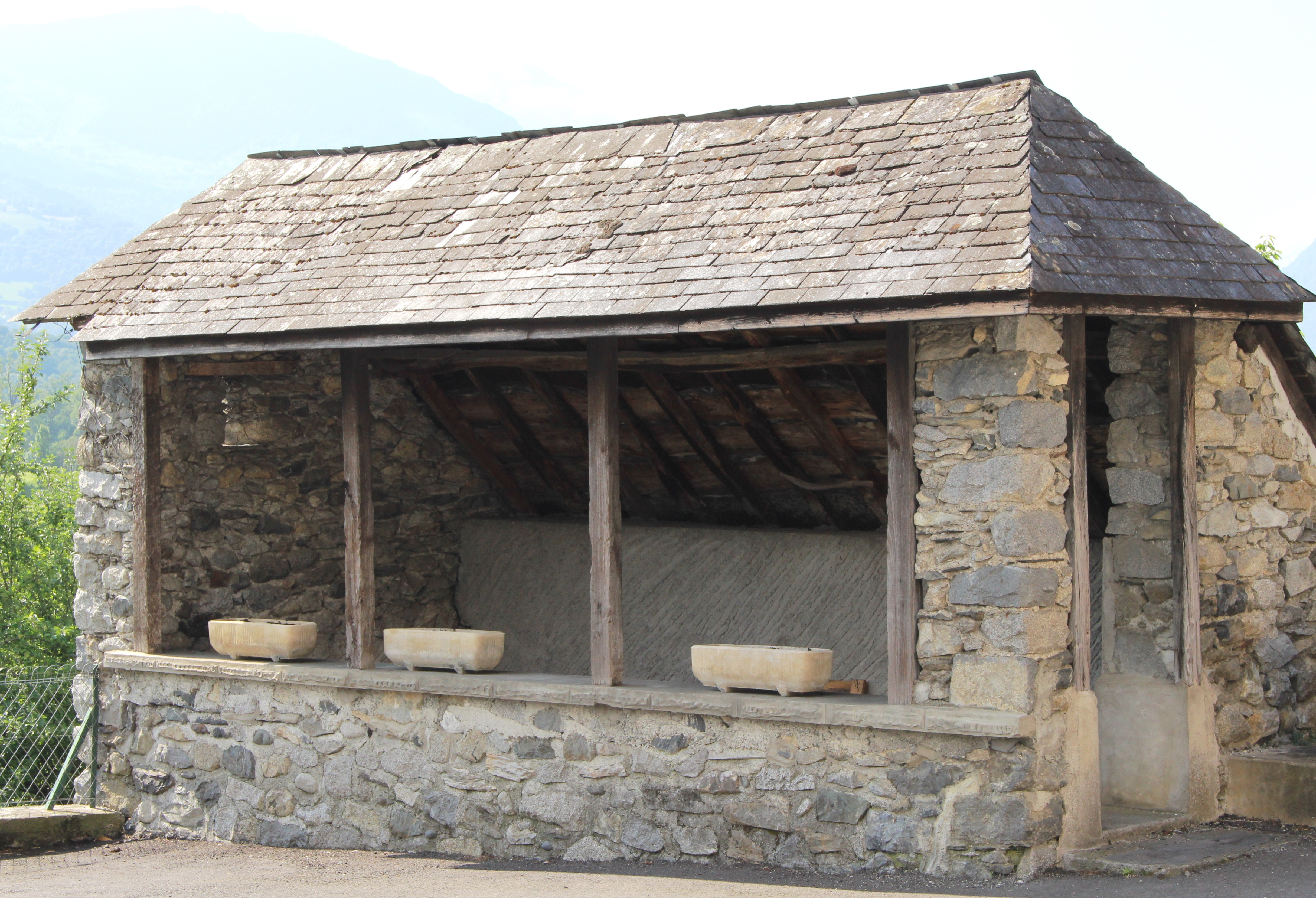
Lavoir d'Ayzac.
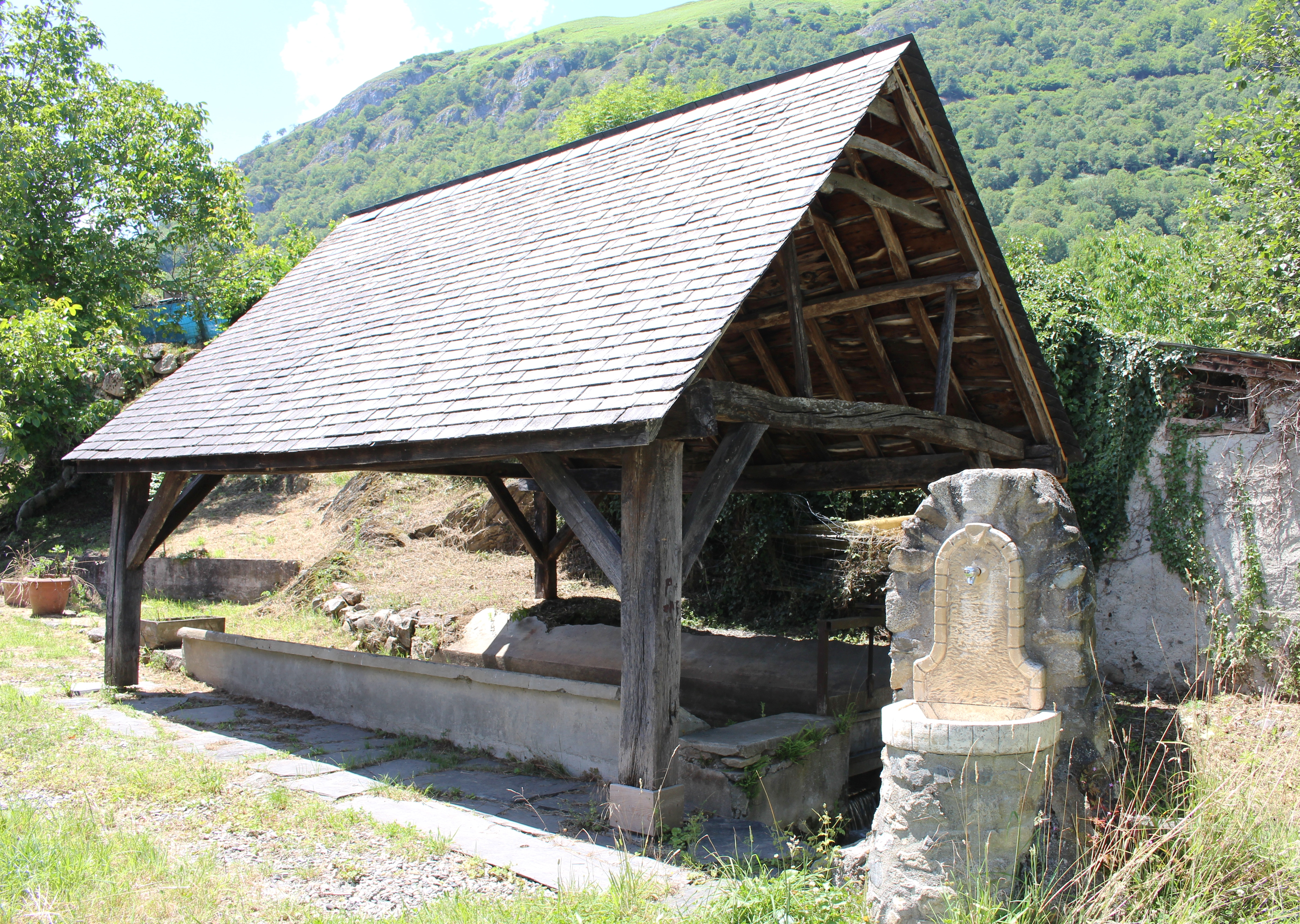
Lavoir de Gez.

### Voies de communication et transports
Les communes sont desservies principalement par la D 921b et par la route départementale D 102.

## Administration

### Communes
Liste des 7 communes de l'Estrèm de Salles, Argelès-Gazost étant la capitale[réf. nécessaire].

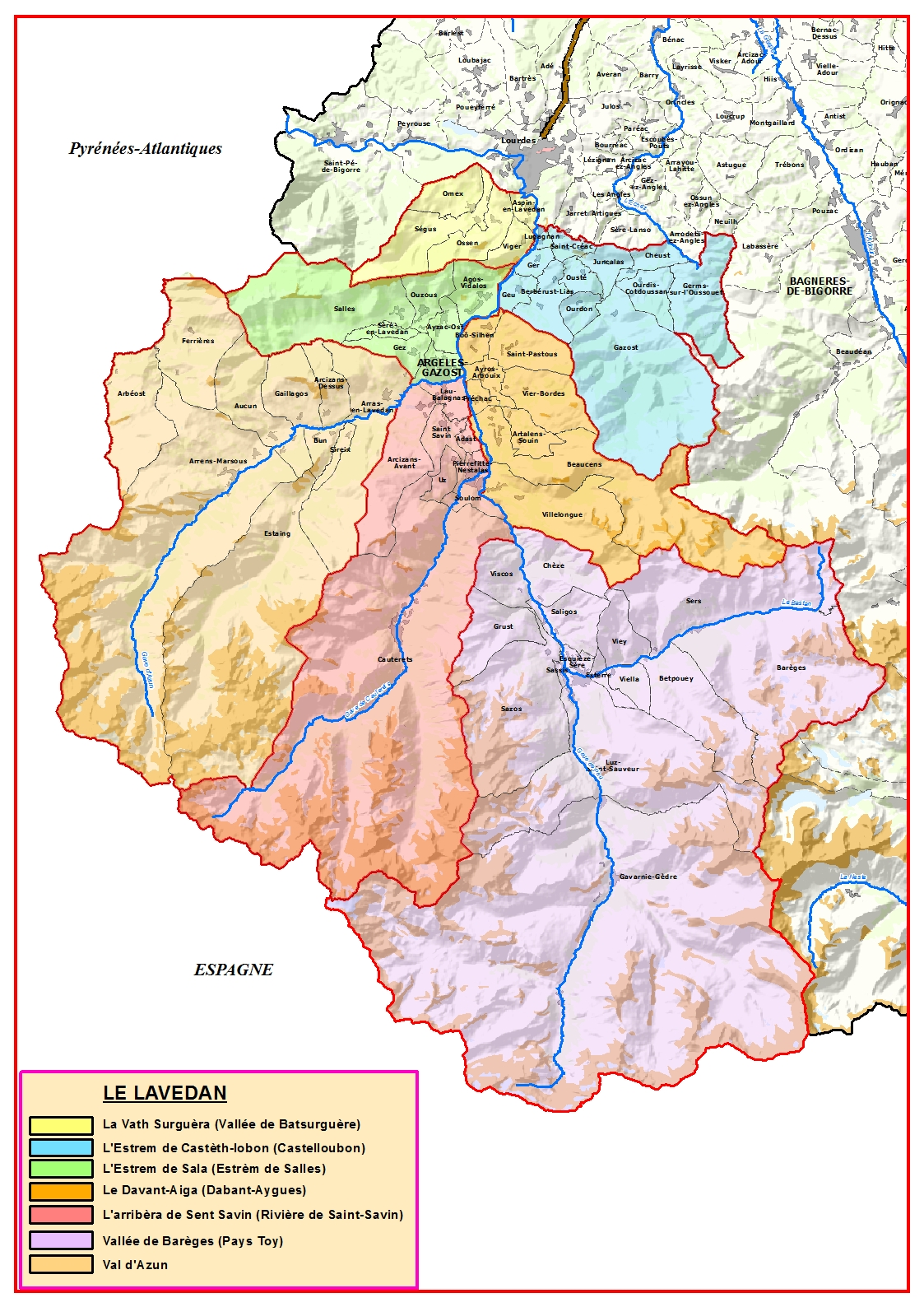
L'Estrèm de Salles (en vert) dans le Lavedan.

| Commune         | Population (2020) | Superficie (km2) | Altitude (mini) | Altitude (maxi) | Illustration |
| --------------- | ----------------- | ---------------- | --------------- | --------------- | ------------ |
| Agos-Vidalos    | 406               | 6.11             | 391             | 1360            |              |
| Argelès-Gazost  | 2897              | 3.05             | 412             | 6060            |              |
| Ayzac-Ost       | 452               | 3.08             | 408             | 850             |              |
| Gez             | 329               | 3.89             | 518             | 1004            |              |
| Ouzous          | 228               | 4.76             | 466             | 1419            |              |
| Salles          | 228               | 27.48            | 517             | 1881            |              |
| Sère-en-Lavedan | 76                | 1.87             | 524             | 887             |              |

## Protection environnementale
Une partie de l'Estrèm de Salles est située dans la réserve du Pibeste.
L'Estrèm de Salles fait partie d'une zone naturelle protégée, classée ZNIEFF de type 1.

## Tourisme
Le tourisme est développé autour des activités d'été : escalade, vol libre en parapente et deltaplane, aérodrome de Salles, sports aquatiques, cyclisme (voie verte des Gaves) et Tour de France qui passe au col de Spandelles.
De nombreux sentiers de randonnées balisés et accessibles à tous permettent de visiter l'Estrèm de Salles et notamment la réserve du Pibeste.

### Patrimoine
L'Estrèm de Salles possède un important patrimoine architectural d'églises romanes rurales.

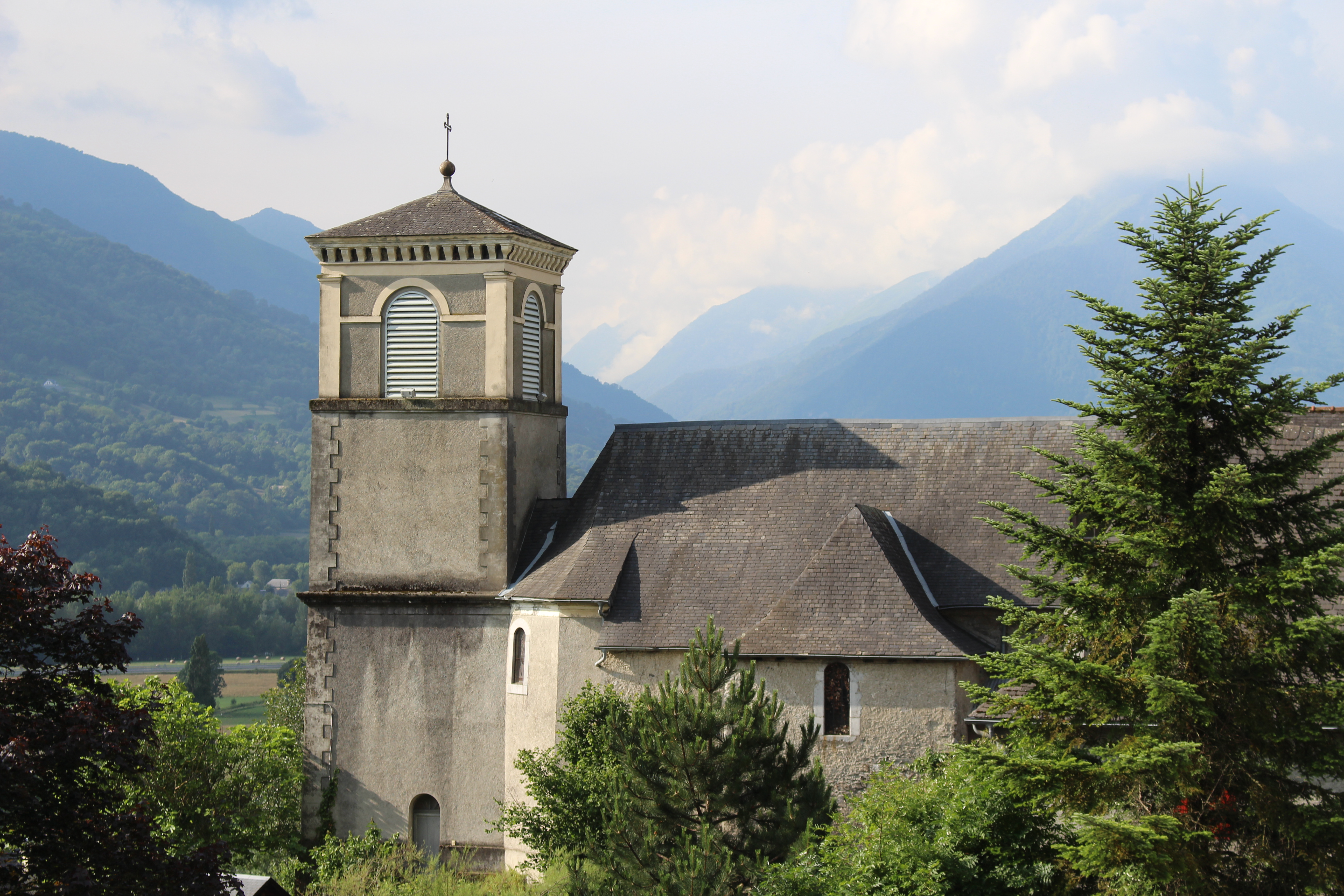
Église Saint-Hippolyte d'Agos
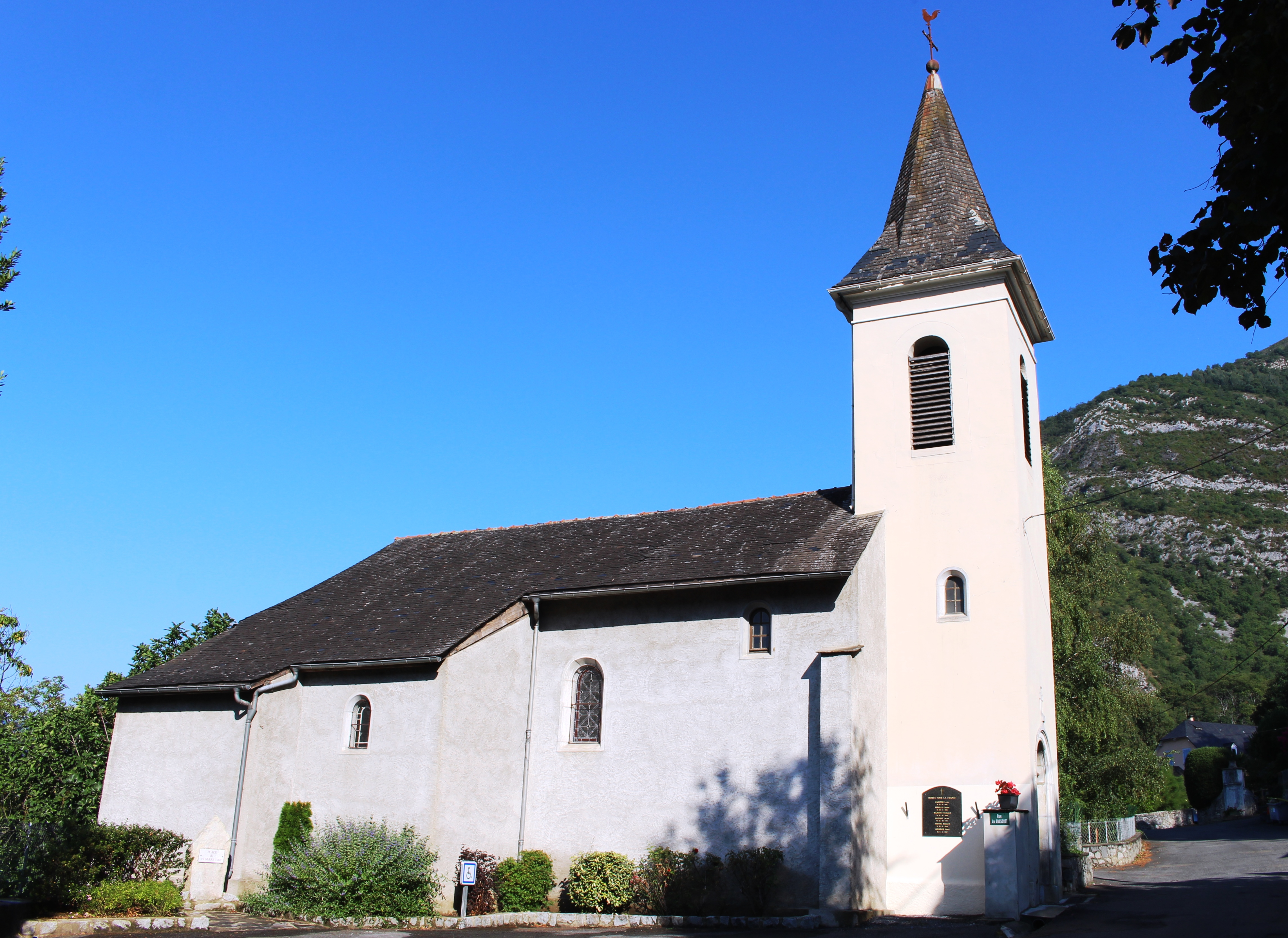
Église Saint-Michel de Vidalos
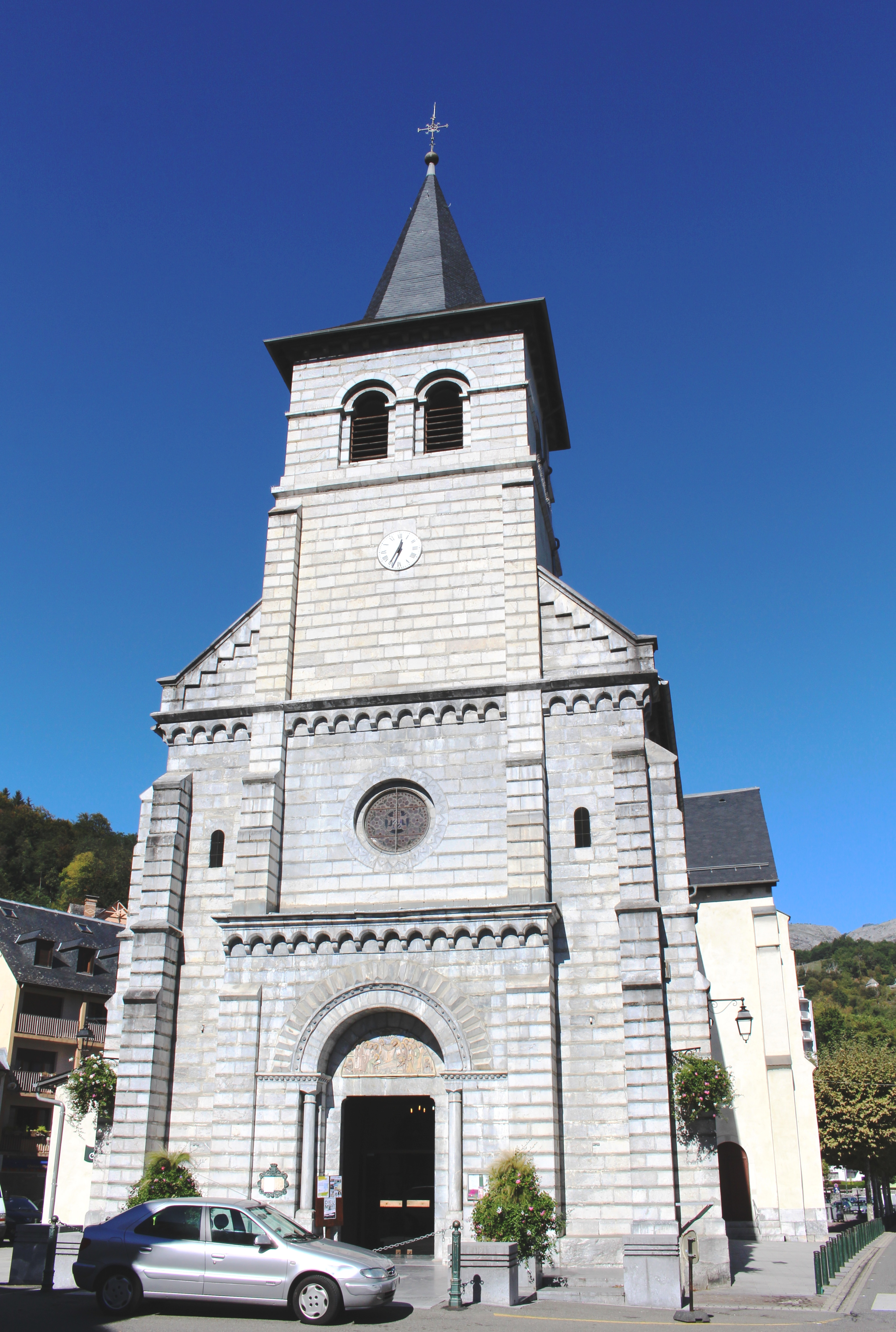
Église Saint-Saturnin d'Argelès-Gazost
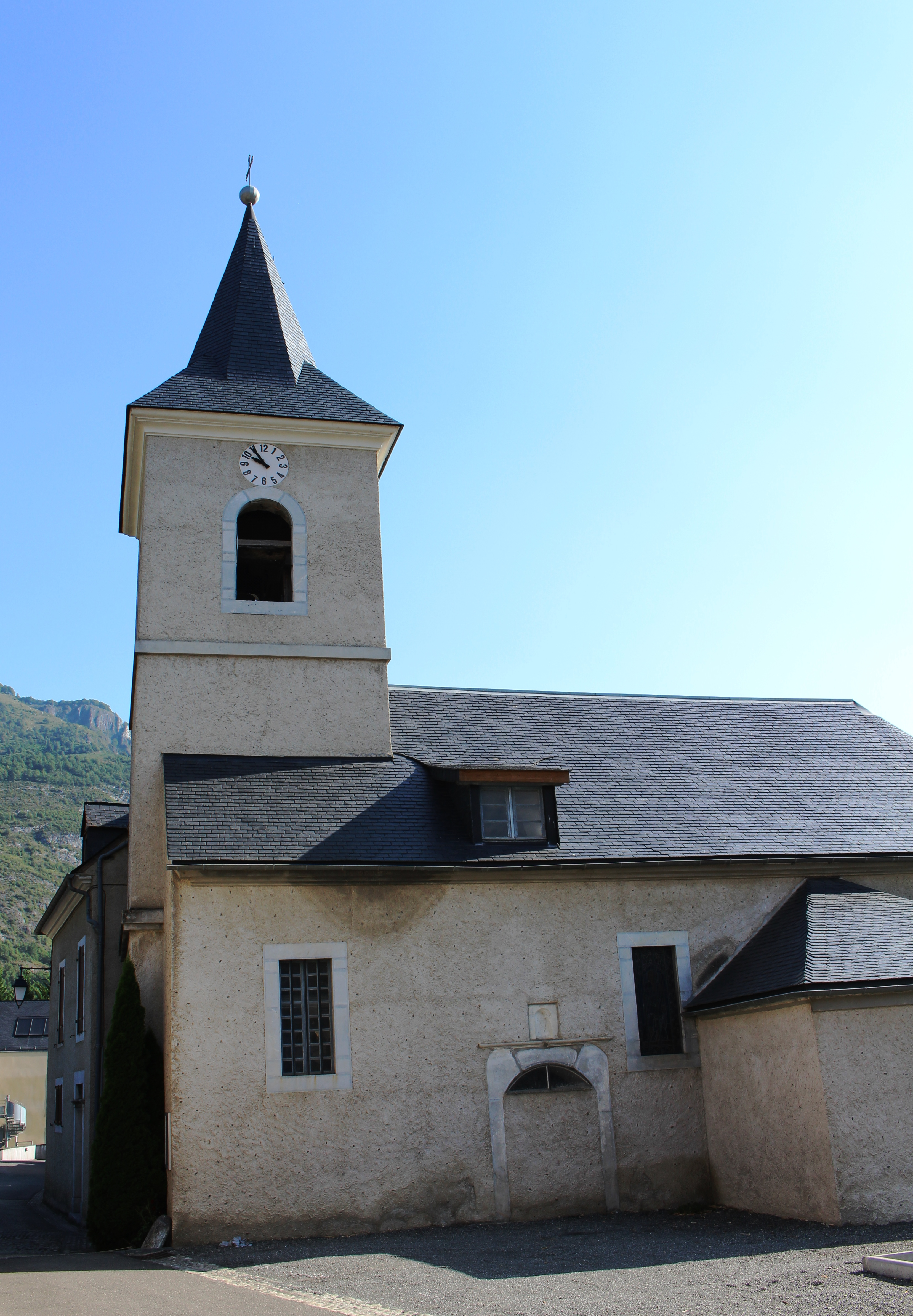
Église Saint-André d'Ayzac
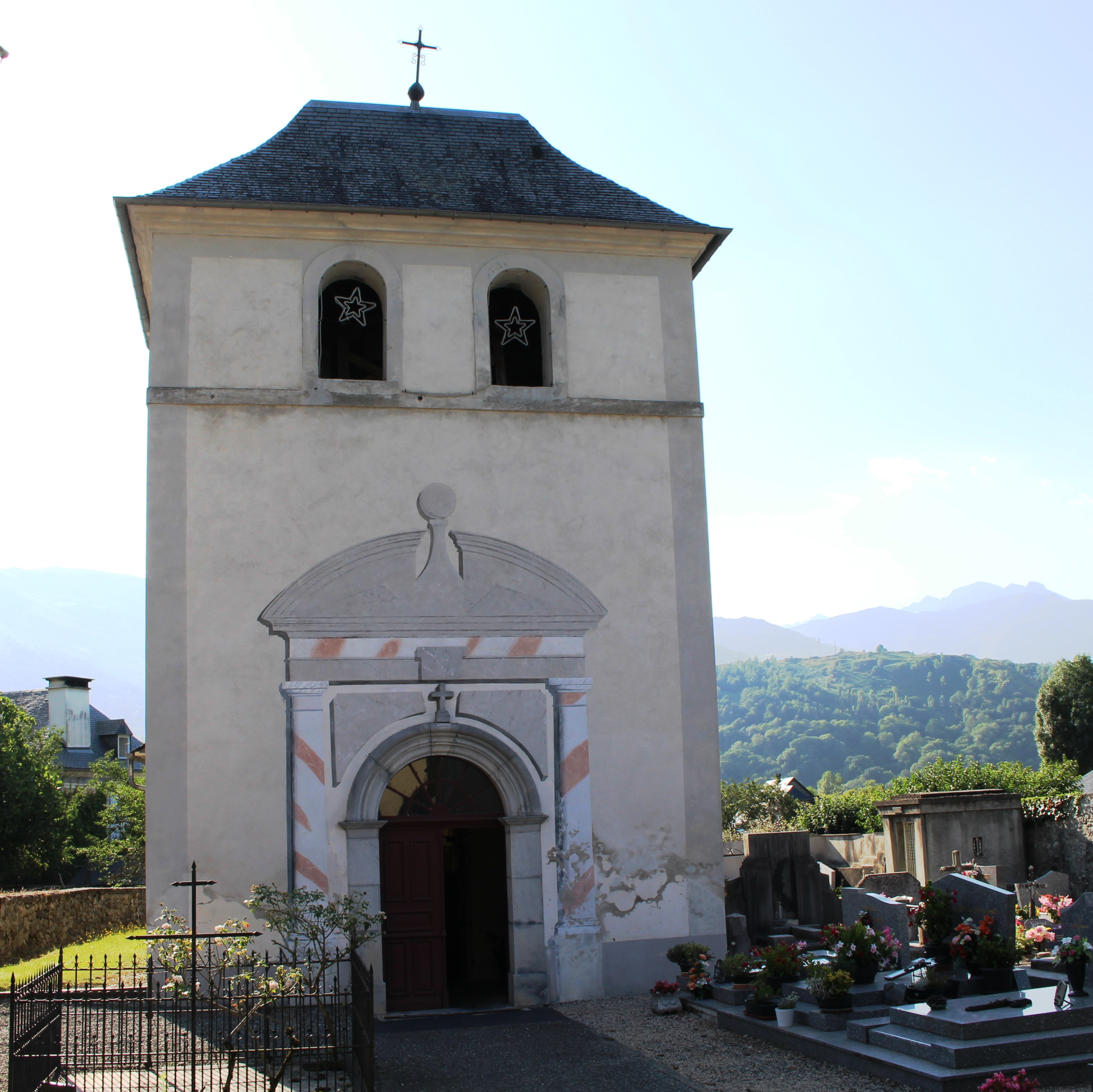
Église Sainte-Lucie d'Ost
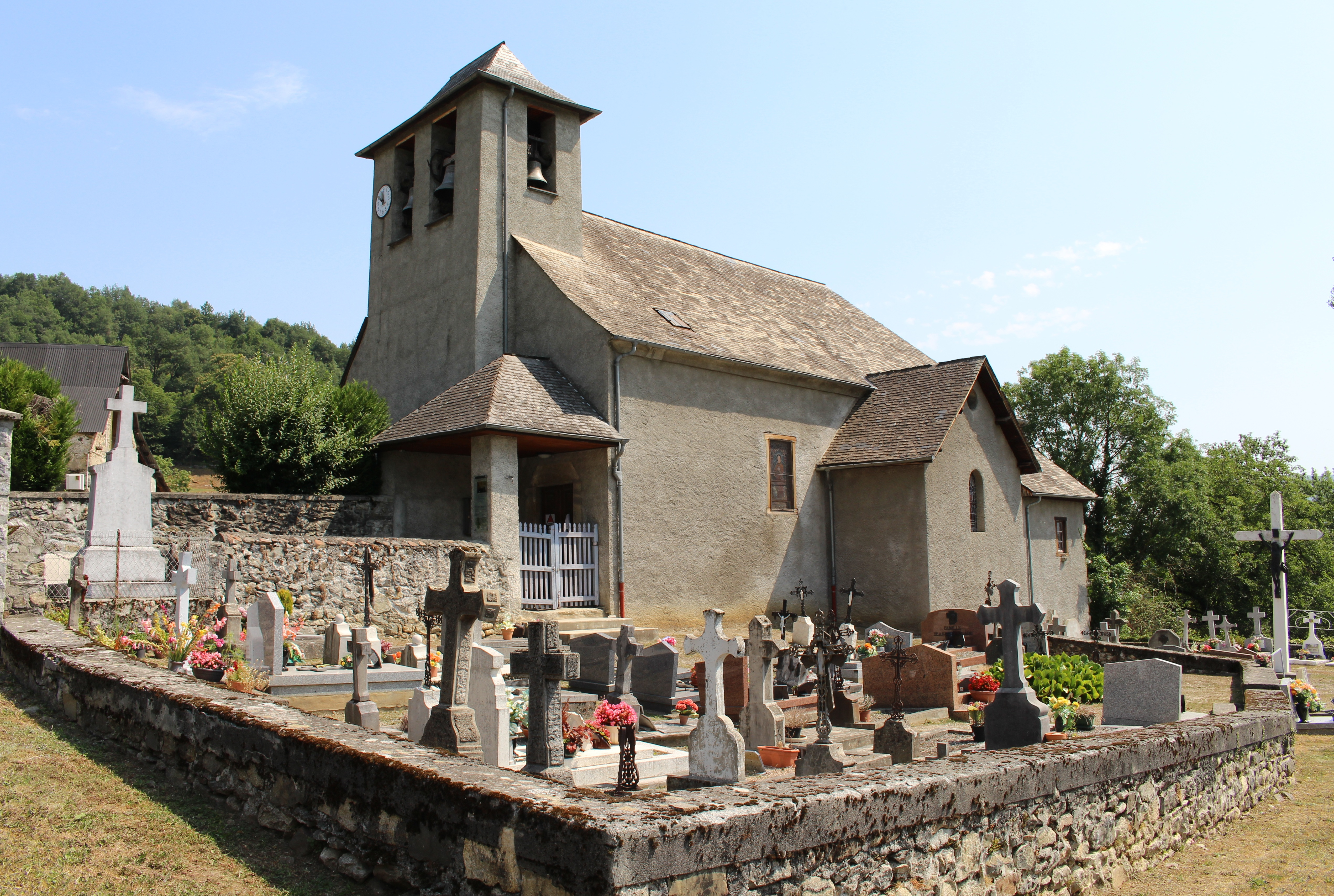
Église Saint-Germé de Gez
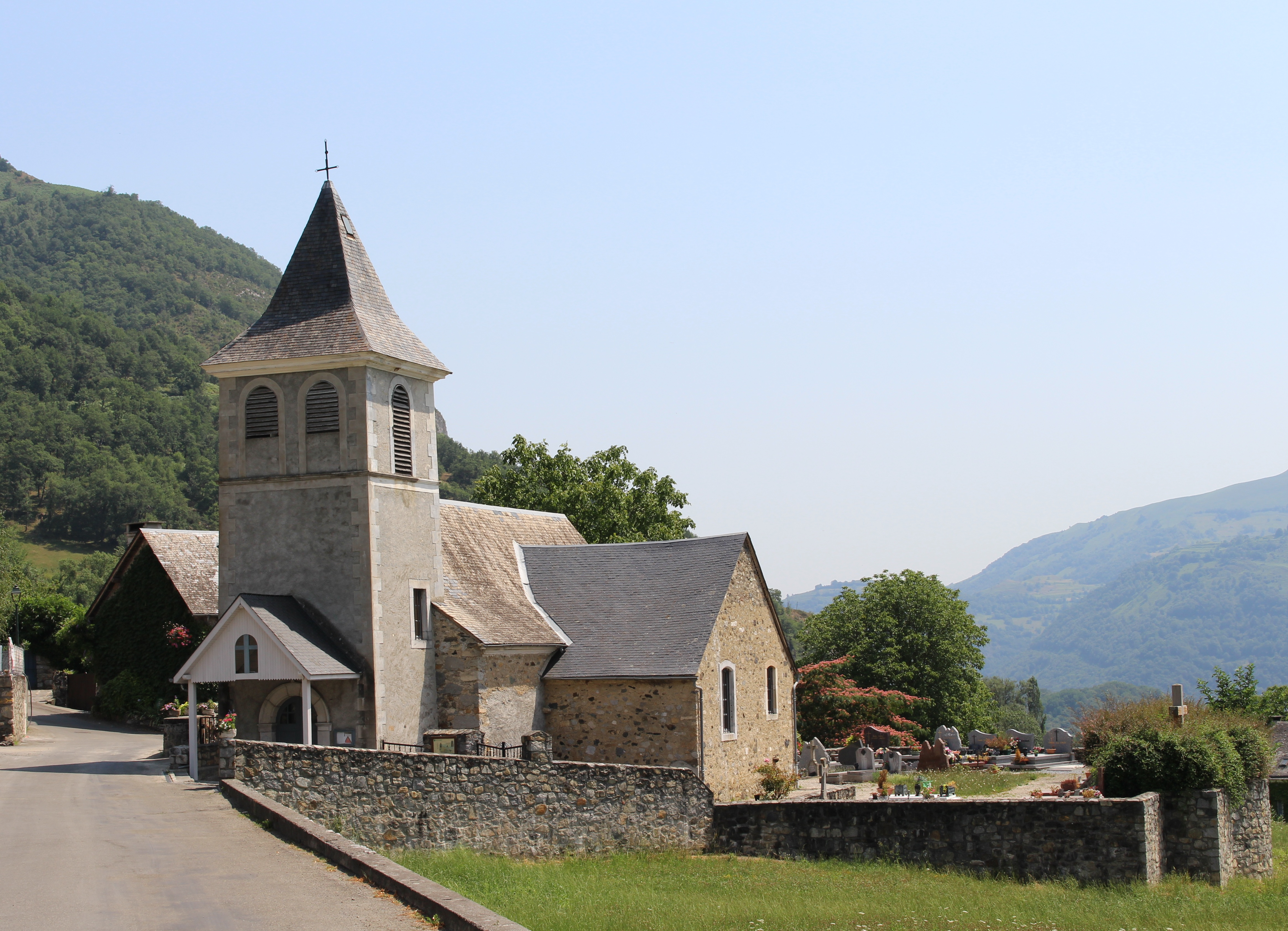
Église Notre-Dame-de-l'Assomption d'Ouzous
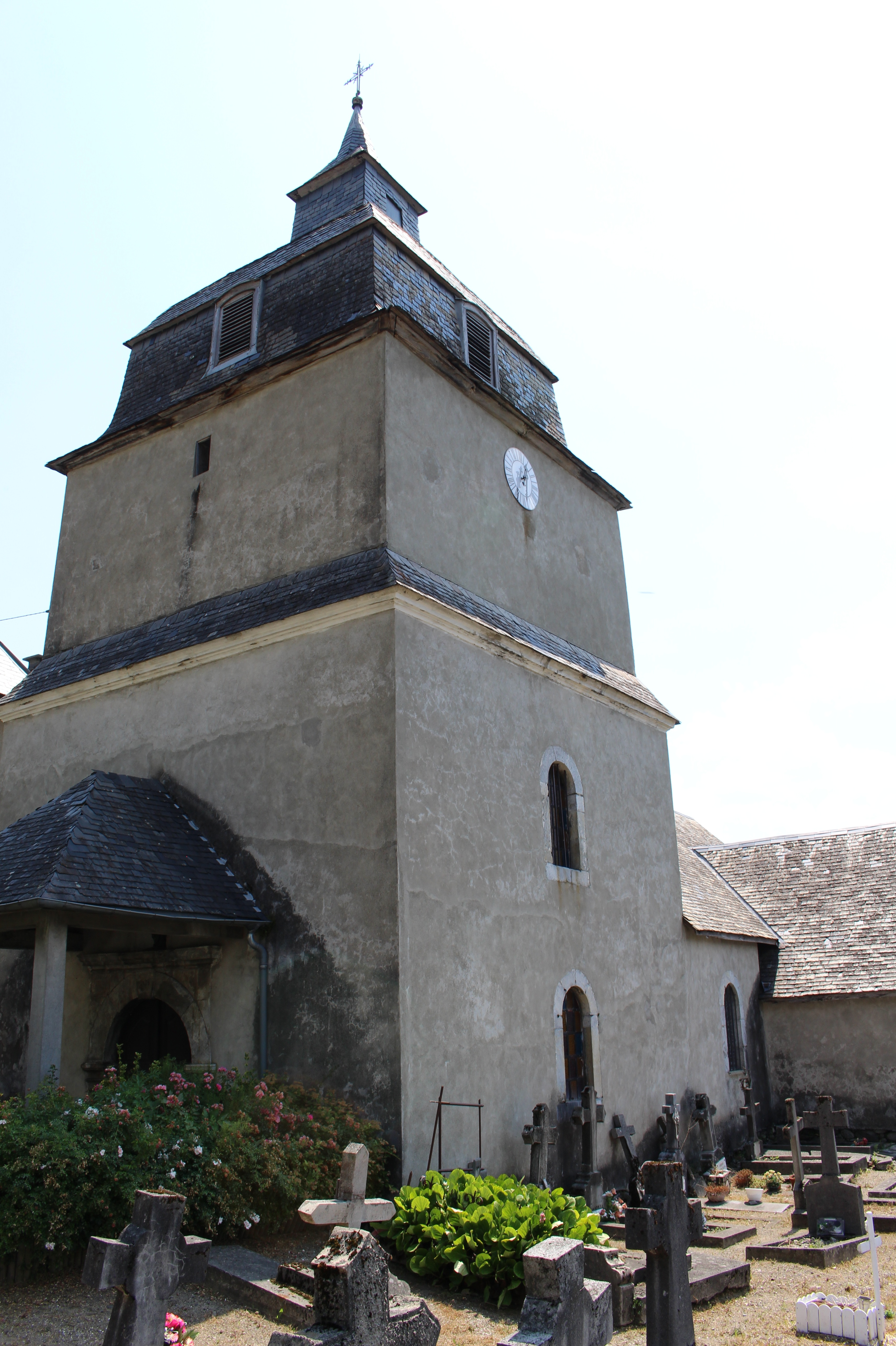
Église Saint-Jacques de Salles
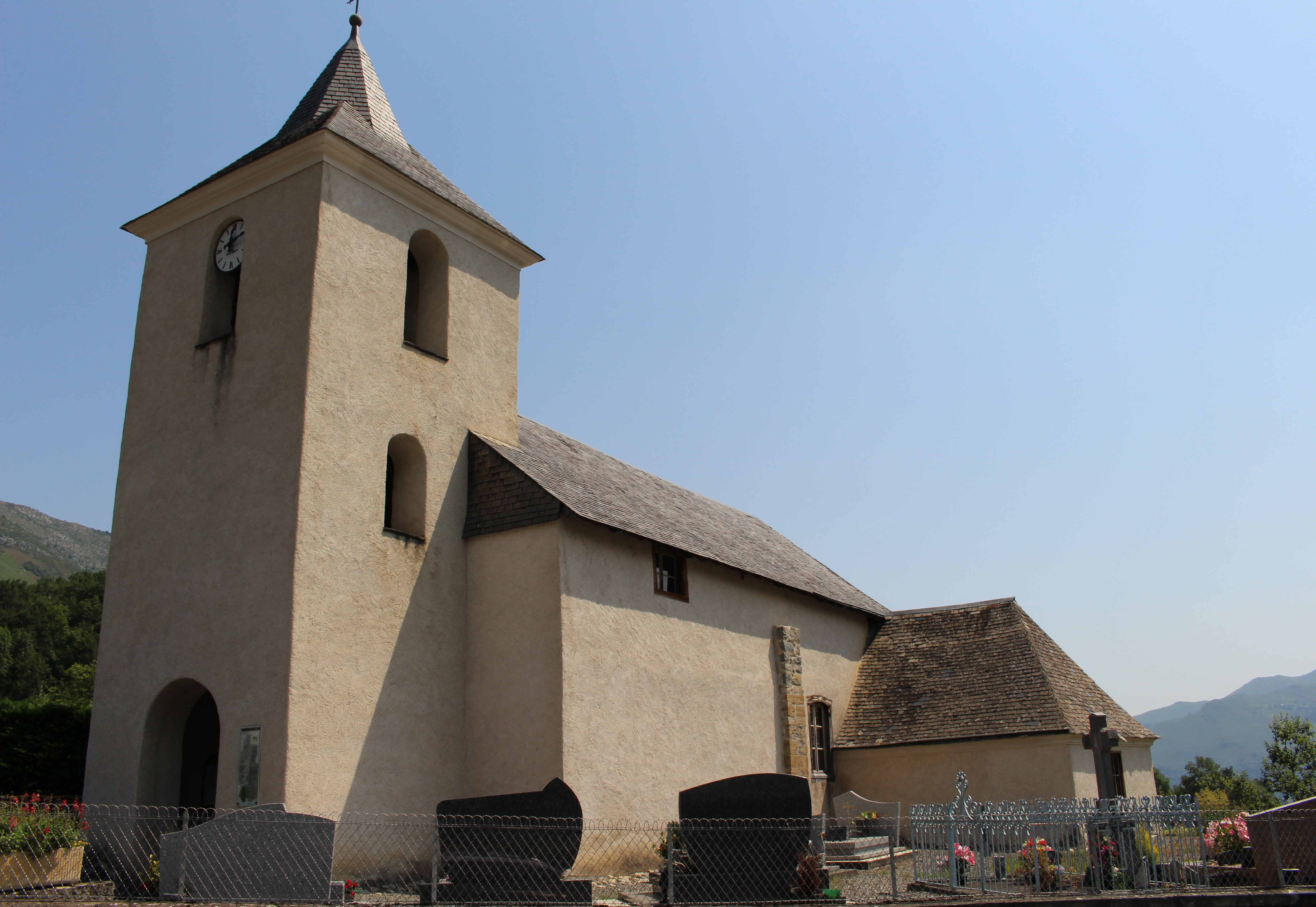
Église Saint-Blaise de Sère-en-Lavedan